# Palazzo Carpegna
Der Palazzo Carpegna ist ein historisches Gebäude in Rom an der Piazza dell’Accademia di San Luca 77, direkt neben dem Trevi-Brunnen und seit 1934 Sitz der Accademia Nazionale di San Luca.

## Geschichte
Der Palazzo Carpegna wurde zwischen dem Ende des 16. und der ersten Hälfte des 17. Jahrhunderts von einem Schüler von Giacomo della Porta erbaut. Der ursprüngliche Besitzer des Gebäudes war die Familie Vaini aus Imola. Um 1630 wurde das Gebäude von Graf Ambrogio di Carpegna (1602–1643) erworben, der Francesco Borromini mit umfangreichen Erweiterungs- und Renovierungsarbeiten beauftragte. Nach seinem Tod wurde der Palast von seinem Bruder, Kardinal Ulderico Carpegna, geerbt, der das Bauvorhaben in kleinerem Umfang fortsetzte. Die Familie Carpegna blieb Eigentümer bis 1731, dem Todesjahr von Ulderico, dem letzten Fürsten von Scavolino, der seinen Neffen, den Marchese Emilio Orsini de’ Cavalieri Sannesi, zu seinem Erben ernannte. Dieser beauftragte den Architekten Francesco Ferrari in den Jahren 1732 bis 1736 mit der Fertigstellung und Anpassung des Bauwerks. In den folgenden Jahrhunderten wurde das Gebäude umgebaut und in einen Mietspalast umgewandelt. In dieser Zeit, bis 1882, gab es Dutzende von Besitzerwechseln. Zu den wichtigsten Familien gehörten die Patrizi Naro und die Colligola Monthioni. Die letzte Familie, die dort lebte, war die von Luigi Pianciani. Später beherbergte er ein religiöses Institut und wurde später zu einem Bürogebäude umgebaut.
Die jüngsten Veränderungen gehen auf das Jahr 1933 zurück, als die Architekten Gustavo Giovannoni und Arnaldo Foschini mit den Renovierungsarbeiten begannen. Ziel der Eingriffe war es, das Gebäude als Sitz der Accademia Nazionale di San Luca und als Kunstgalerie für ihre Sammlungen einzurichten und umzugestalten. Die Einweihung erfolgte am 24. April 1934.
Zwischen September 2014 und März 2015 wurde der Fries von Borromini, mit dem Antlitz der Medusa, vom Istituto Superiore per la Conservazione ed il Restauro (ISCR) restauriert.

## Maßnahmen von Borromini

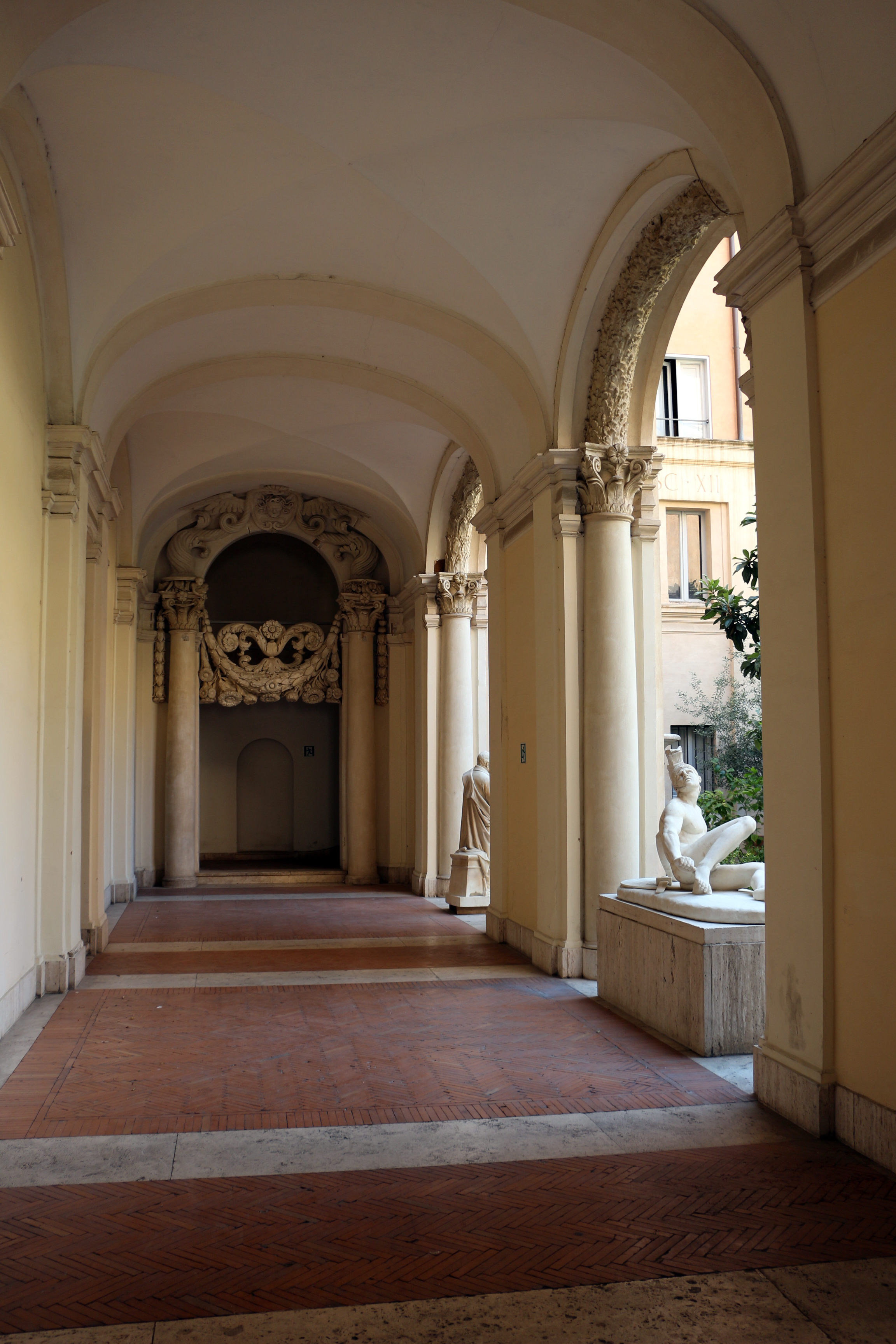
Äußere Loggia. Im Hintergrund kann man das innere Eingangsportal erahnen

Das Ziel der Familie Carpegna war es, einen imposanten und prestigeträchtigen Palast zu besitzen. Aus diesem Grund beauftragte die Familie Francesco Borromini mit der Vergrößerung des bestehenden Gebäudes, die zwischen 1643 und 1650 im Auftrag von Kardinal Ulderico durchgeführt wurden, mit dem der Architekt freundschaftliche Beziehungen pflegte.
Es waren Borrominis Maßnahmen, die dem Palast eine gewisse Berühmtheit verliehen. Neben dem rein ästhetischen Wunsch, den die Familie Carpegna verfolgte, gab es auch ein persönliches Interesse, das darin bestand, den Palast zu einem echten Vermächtnis zu machen, das an die Nachkommen weitergegeben werden sollte.
Für den Entwurf des neuen Gebäudes fertigte der Architekt eine Vielzahl von Zeichnungen an, von denen die wichtigsten in der Albertina in Wien aufbewahrt werden. Man nimmt an, dass sich Borromini bereits 1640, als der Graf Ambrogio Carpegna noch lebte, für das Projekt zu interessieren begann und ihm bereits einige seiner Vorschläge unterbreitete. Am 14. Mai desselben Jahres hatte der Architekt die Kostenvoranschläge für das neue Gebäude unterzeichnet. Das ursprüngliche anspruchsvolle Projekt erlitt jedoch einen Rückschlag, als Ambrogio am 7. März 1643 starb. Einige Monate später übernahm sein Bruder Ulderico die Leitung der Arbeiten, die ohne Unterbrechung fortgesetzt wurden.
Die Fassade des Palastes wurde nicht wesentlich verändert, abgesehen von einigen Retuschen, die am bogenförmigen Portal zu sehen sind. Das Portal ist mit Quadersteinen verziert und wird von zwei Pilastern flankiert, die den Balkon im ersten Stock stützen.
Der Beitrag Borrominis kann dem Portikus, dem Innenhof und vor allem dem inneren Eingangsportal zugeschrieben werden; letzteres ist zweifellos eines der charakteristischsten Elemente der gesamten Anlage. Obwohl es sich im Inneren des Palastes befindet, scheint sein Bild nach außen projiziert zu werden, insbesondere auf den Platz. An der Spitze des Portals befindet sich das Gesicht der Medusa zwischen zwei Flügeln und einer Muschel. Von hier aus gehen seitlich zwei spiralförmige Füllhörner ab, die sich über die Kapitelle der beiden Säulen, die das Portal tragen, zu ergießen scheinen. In dem Raum zwischen den Füllhörnern und den Kapitellen befinden sich eine Fülle von Feldfrüchten, ein Kind und ein Krug, die alle Glück und Fruchtbarkeit symbolisieren sollen. Von den Kapitellen selbst hängt eine mit Blumen und Lorbeerblättern geschmückte Girlande herab, die unten eine Art Oval abgrenzt, das am oberen Ende durch einen Bogen dargestellt ist.
Obwohl der ornamentale Schmuckreichtum bemerkenswert ist, vermittelt die Architektur insgesamt ein Gefühl der Leichtigkeit. Ein weiteres borrominisches Element par excellence ist die innere schraubenförmige Treppe, welche die verschiedenen Stockwerke miteinander verbindet und vom Portikus im Erdgeschoss zu den großen Räumen im dritten Stock führt. Der Zugang zu dieser Rampe erfolgt direkt über das reich verzierte Portal.

## Heutige Gestalt
Das Gebäude ist in drei Stockwerke unterteilt. Im Erdgeschoss finden in der Regel Kunst- und Architekturausstellungen statt; außerdem gibt es Räume zur Aufbewahrung von Büchern und akademischen Zeichensammlungen. Im ersten Stock, dem piano nobile, befinden sich das Präsidium, das Sekretariat, der Konferenzraum und der Sitzungssaal. Die Akademische Bibliothek, die Sarti-Bibliothek, das historische Archiv und die Verwaltungsbüros befinden sich im zweiten Stock. Im dritten und letzten Stockwerk schließlich befinden sich die Galerie und der Gewölbesaal, in dem die nicht ausgestellten Kunstwerke aufbewahrt werden.

## Sonstiges
In Rom liegt im Stadtteil Sant’Eustachio neben dem Palazzo Madama ein weiterer Palazzo Carpegna, der dem italienischen Senat gehört.